# Natascha Keller
Natascha Keller, född den 3 juli 1977 i Berlin, Tyskland, är en tysk landhockeyspelare.
Hon tog OS-guld i damernas landhockeyturnering i samband med de olympiska landhockeytävlingarna 2004 i Aten.